# Baie de Bangkok
La baie de Bangkok, en thaï อ่าวของกรุงเทพฯ, est une baie de Thaïlande faisant partie du golfe de Thaïlande dont elle constitue l'extrémité septentrionale. Elle se trouve au sud de Bangkok et reçoit notamment les eaux du Chao Phraya, un des plus grands fleuves du pays, via un estuaire.